# Boarmia aperta
Boarmia aperta är en fjärilsart som beskrevs av Max Joseph Bastelberger 1911. Boarmia aperta ingår i släktet Boarmia och familjen mätare. Inga underarter finns listade i Catalogue of Life.